# Glasögonvallaby
Glasögonvallaby (Lagorchestes conspicillatus) är ett kängurudjur i släktet harvallabyer. Den har den största populationen och den största utbredningen av alla arter i släktet.

## Kännetecken
Djuret når en kroppslängd mellan 40 och 47 cm och därtill kommer en 37 till 49 centimeter lång svans. Vikten varierar mellan 1,6 och 4,5 kg. Den långa täta pälsen är på ovansidan gråbrun till gulgrå och på buken ljusare, oftast rosa. Som namnet antyder har glasögonvallaby röda fläckar kring ögonen och även vid höften kan det finnas vitaktiga tecken. Liksom hos de flesta andra kängurudjur är artens bakre extremiteter betydlig längre än de främre. Den långa svansen har starka muskler.

## Utbredning och habitat
Tidigare fanns arten i nästan hela norra Australien. Idag har glasögonvallaby ett mindre utbredningsområde men tillbakagången var inte lika stark som hos andra harvallaby. Populationer förekommer idag i nordöstra Western Australia (inklusive Barrow Island framför kustlinjen), i norra Northern Territory samt i norra Queensland. Enligt obekräftade berättelser hittades arten även på Nya Guinea. Beståndet på Barrow Island listas ibland som underart Lagorches conspicillatus conspicillatus och de andra populationerna som L. c. leichardti.
Glasögonvallaby lever i olika habitat, som öppna skogar och buskmarker samt torra gräsmarker, främst med gräs av släktet Triodia.

## Levnadssätt
Detta kängurudjur är aktiv mellan skymningen och gryningen, på dagen gömmer det sig i täta vegetationsansamlingar eller andra platser. På Barrow Island har varje individ ett revir som är 8 till 10 hektar stort. Vanligen lever individerna ensamma men ibland syns mindre grupper som letar efter föda. Födan utgörs främst av gräs och löv som kompletteras med några frukter. Vätskebehovet tillfredsställas nästan helt med födan.
Honor kan para sig hela året. Dräktigheten varar i 29 till 31 dagar och sedan föds vanligen en unge. Efter födelsen lever ungen cirka fem månader i pungen (marsupium) och efter ungefär ett år är ungdjuret självständigt.

## Hot
Populationens minskning beror på olika faktorer och ibland kan de inte utredas. Som det främsta hotet utpekas introducerade fiender som rödrävar och katter, habitatförlust genom områdets omvandling till jordbruksmark och nya införda konkurrenter som möss och betesdjur.
I vissa regioner som till exempel norra Western Australia blev arten sällsynt, i Queensland finns däremot en större population. IUCN listar arten på grund av det jämförelsevis stora utbredningsområde som livskraftig (LC).